# Kolizijska obitelj
Kolizijska obitelj, pojam iz astronimije koji označava skupinu nebeskih tijela zajedničkog izvora. Cijela je obitelj nastala u srazu dvaju tijela. Sva tijela koja su tako nastala slična su sastava ili orbitalnih elemenata. 
Među obiteljima ima takvih da za njih nemamo pravih dokaza da su nastale srazom. Zasad se pretpostavlja da je uzrok nastanka te skupine tijela veliki sraz (kolizija) u prošlosti. Primjer za to su Zemlja i Mjesec, koji je vjerojatno nastao velikim udarom nekog tijela u Zemlju. Među pretpostavljenim obiteljima koje su nastale sudarom su još brojne asteroidne obitelji, većina nepravilnih mjeseca unutarnjih planeta. Takvi su također patuljasti planeti Pluton i Erida te u Kuiperovom pojasu Haumea sa svojim mjesecima.